# 科特布斯能量足球俱乐部

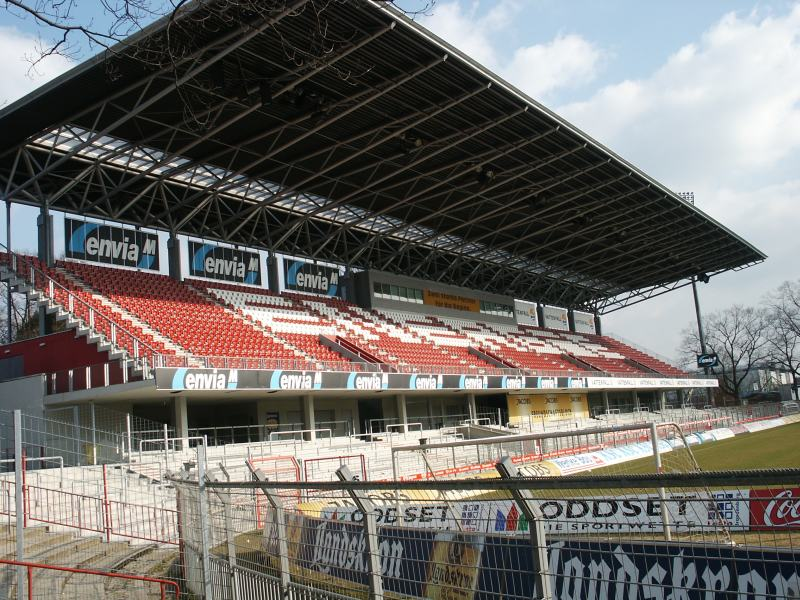
友谊体育场

科特布斯能量足球俱乐部（FC Energie Cottbus）是一家位於德國東部布蘭登堡盧薩蒂亞地區的科特布斯市的足球會，現時在德国足球东北地区联赛中作賽。

## 歷史

### 創會時期
科特布斯前身為成立於1963年科特布斯能量體育會（SC Energie Cottbus），當時正值東德時代，基於政治原因長期性影響體育及足球俱樂部的發展，球會成立初時獲得一支鄰近東德球會批准委派大批球員加入球隊。

### 東德時代
科特布斯在二次大戰後的1949年以「Franz Mehring Marga」的名義再次出現，1950年更名為「BSG Aktivist Brieske-Ost」，1954年再更名為「SC Aktivist Brieske-Senftenberg」，在前東德的上級聯賽中角逐，位列中游份子。到六十年代早期才直插降級至第四級聯賽Cottbus Berzirksliga。1963年整隊球員被送往「SC Energie Cottbus」。
六十年代中期由前東德政權安排科特布斯重組，足球部門脫離體育會而沿用舊名稱，由本地煤礦贊助的原體育會則另起爐灶創立「BSG von Bodo Krautz」。1966年球隊再次更名為「BSG Energie」。

### 兩德統一
當1990年兩德統一時球隊更名為能量足球俱乐部（FC Energie）。
一直處於東德甲組尾乙組頭的科特布斯，成為少數於統一後獲得成功的前東德足球俱乐部。在統一後加入第三級地區聯賽作賽五年後，科特布斯於1997年獲得升級乙組，更於2000年升上甲組，在甲組逗留三年後降級重回乙組。降級後的首季科特布斯僅以得失球差被壓過而失去即時回升德甲的機會。最終於2005-06年球季獲得再次升級德甲，成為此時期前東德球隊在頂級聯賽的唯一代表。

## 主場球場
友谊体育场（德語：Stadion der Freundschaft）是位於德國東部科特布斯的運動場，建於1930年，可容22,500名觀眾，主要用於足球比賽，自1970年代末期開始成為科特布斯足球俱樂部的主場球場。
1997年設置汎光燈照明；2003/04年季初東看台落成啟用；2007年夏季拆卸北看台重建，趕及於2007/08年球季完工，可容8,000觀眾，而東看台則改為全坐席可容9,102人，使球場總容量達到22,746人。重建完成後於2008年3月5日進行首場比賽對拜仁慕尼黑。2007/08年球季結束後重建南看台，於2008/09年季初完工，可容5,559名觀眾，使球場容量減少218席，總容量現時為22,528人。

## 球隊冷知識
- 2001年4月，科特布斯成為德國甲組聯賽首支委派11位正選全部屬於外援球員上陣的球會。
- 中国足球运动员邵佳一曾于2006年至2011年在此效力。

## 外部連結
- http://www.fcenergie.de （页面存档备份，存于）
- http://www.abseits-soccer.com/clubs/cottbus.html （页面存档备份，存于）